# Opel Astra
El Opel Astra (Llat: Estrelles) és un cotxe compacte (pertanyent al segment C) dissenyat i fabricat per la companyia alemanya d'automòbils Opel, Fins 1991 era conegut com a «Opel Kadett». El mateix model diseñat per Opel es ven al Regne Unit i fora d'Europa sota altres marques amb lleugeres variacions. L'Opel Astra K va ser escollit cotxe de l'any a Europa el 2016.
És venut en nombrosos països sota les marques  Vauxhall, Chevrolet i totes de el grup industrial nord-americà General Motors. n sedán de quatre portes amb l'aspecte de l'Astra H es fabrica des de 2005 al Brasil i es ven en algunes regions d'Amèrica Llatina amb el nom Chevrolet Vectra.
Existeixen cinc generacions de l'Astra, llançades en els anys 1991, 1998, 2004, 2010 i 2016 respectivament. Hi ha dues maneres de nomenar les generacions mitjançant lletres. El mètode que fa servir oficialment Opel part de la lletra F, a causa que l'última generació del predecessor de l'Astra, el Kadett, s'anomenava E. El segon sistema és començar per la lletra A, igual que s'estila en la resta dels models de la marca. L'any 2005 es va presentar un prototip amb propulsió dièsel híbrid.
Tots els Astra existeixen o van existir amb carrosseries hatchback de tres i cinc portes, sedan de quatre portes,  familiar de cinc portes ("Astra Caravan") i descapotable (inicialment "Astra Cabrio", després "Astra TwinTop"), i també cupè ("Astra Coupé") en la segona generació. Tots tenen motor davanter transversal i tracció davantera.
L'Astra es posiciona en la gamma d'Opel per sobre de l'Opel Corsa i per sota de l'Opel Vectra, nomenat Opel Insígnia. L'Astra és un dels quatre models més venuts de la marca, juntament amb el Corsa, el Kadett i el Vectra. La unitat número 10 milions es va fabricar a Bochum, Alemanya al maig de l'any 2007.
| | | | |                                                                                                 |
| 1936-1940                                                                                            | | | |                                                                                                 |
| Opel Kadett (Europa)                                                                                 | | | |                                                                                                 |
| Opel Kadett A                                                                                        | Opel Kadett B                                                                                        | Opel Kadett C | Opel Kadett D                                                                                       | Opel Kadett E                                                                                   |
| | | | |                                                                                                 |
| 1962-1965                                                                                            | 1966-1973                                                                                            | 1973-1979 | 1979-1984                                                                                           | 1984-1991                                                                                       |
| Opel Kadett (Europa)                                                                                 | Opel Kadett (Europa)                                                                                 | Opel Kadett (Europa) | Opel Kadett (Europa)                                                                                | Opel Kadett (Europa), Vauxhall Astra (Regne Unit), Chevrolet Kadett(Brasil)                     |
| Opel Astra F                                                                                         | Opel Astra G                                                                                         | Opel Astra H | Opel Astra J                                                                                        | Opel Astra K                                                                                    |
| | | | |                                                                                                 |
| 1991-1998                                                                                            | 1998-2004                                                                                            | 2004-2009 | 2009-2015                                                                                           | 2015-2021                                                                                       |
| Opel Astra (Europa), Vauxhall Astra (Regne Unit), Saturn Astra (Australia), Chevrolet Astra (Brasil) | Opel Astra (Europa), Vauxhall Astra (Regne Unit), Saturn Astra (Australia), Chevrolet Astra (Brasil) | Opel Astra (Europa), Vauxhall Astra (Regne Unit), Saturn Astra (Australia), Chevrolet Astra (Brasil), Saturn Astra (EUA) | Opel Astra (Europa), Vauxhall Astra (Regne Unit), Saturn Astra (Australia), Buick Excelle XT (Xina) | Opel Astra (Europa), Vauxhall Astra (Regne Unit), Saturn Astra (Australia), Buick Verano (Xina) |